# Macrodorcas davidi
Macrodorcas davidi is een keversoort uit de familie vliegende herten (Lucanidae). De wetenschappelijke naam van de soort is voor het eerst geldig gepubliceerd in 1954 door Séguy.